# Округ Гранд Траверс (Мичиген)
Гранд Траверс (енгл. Grand Traverse County) је округ у америчкој савезној држави Мичиген.

## Демографија
По попису из 2010. године број становника је 86.986, што је 9.332 (12,0%) становника више него 2000. године.
| Група             | 2000.          | 2010.          |
| Белци             | 74.258 (95,6%) | 81.188 (93,3%) |
| Афроамериканци    | 307 (0,4%)     | 1.033 (1,2%)   |
| Азијати           | 383 (0,5%)     | 601 (0,7%)     |
| Хиспаноамериканци | 1.155 (1,5%)   | 1.874 (2,2%)   |
| Укупно            | 77.654         | 86.986         |